# Gnoseología

El experimento mental del cerebro en una cubeta pretende poner a prueba distintas teorías acerca del conocimiento.

La gnoseología (del griego γνωσις, gnōsis, «conocimiento» o «facultad de conocer», y λόγος, logos, «razonamiento» o «discurso»), también llamada teoría del conocimiento, es la rama de la filosofía que estudia la posibilidad, el origen o medios, la naturaleza o esencia, y la fenomenología del conocimiento.
La gnoseología no estudia los conocimientos particulares, como pueden ser los conocimientos de la física, de la matemática o del entorno inmediato, sino la naturaleza del conocimiento en general. Muchas ciencias particulares tienen además su propia filosofía, como por ejemplo la filosofía de la física, la filosofía de la matemática, la filosofía de la historia, etc. Otras disciplinas también se ocupan del conocimiento en general, pero desde otros puntos de vista. La psicología estudia los aspectos de la vida mental implícitos en el conocer, la lógica estudia la corrección o incorrección de los razonamientos que pueden implicar nuevos conocimientos, y la ontología o metafísica estudia la naturaleza de los objetos que se pueden conocer.
Los problemas en torno al conocimiento son centrales en la filosofía y su consideración se inicia con la filosofía misma, especialmente en el Teeteto de Platón. Prácticamente todos los grandes filósofos han contribuido a la gnoseología.

## Naturaleza del conocimiento

### Tipos de conocimiento
En la gnoseología se suele distinguir entre tres tipos de conocimiento: el conocimiento proposicional, el conocimiento práctico o performativo, y el conocimiento directo (acquaintance). El primero se asocia a la expresión «saber que», el segundo a la expresión «saber cómo», y el tercero, en el español, se asocia a la expresión «conocer» (en vez de «saber»). Así se dice, por ejemplo, que en la biología se sabe que los perros son mamíferos. Este es un conocimiento proposicional. Luego existe un saber cómo entrenar un perro, el cual es un conocimiento práctico o performativo. Y por último, el conocimiento por familiaridad es aquel que posee quien dice, por ejemplo, «yo conozco a mi perro». La mayoría del trabajo en gnoseología se centra en el primer tipo de conocimiento, aunque ha habido esfuerzos por cambiar esta tendencia.

#### Conocimiento proposicional
El conocimiento proposicional es un tipo de conocimiento intelectual que se tiene cuando un sujeto sabe que X:
1. Si X es verdadero
2. Si cree en lo que X considera como verdad
3. Si hay fundamento para creer en X

Se lo asocia a la expresión del lenguaje ordinario "saber que" (en inglés, know that) . Por ejemplo, decimos que sabemos que la Luna orbita alrededor de la Tierra, que el texto que tenemos delante de los ojos está en español, que padecemos de dolor de muelas, o que 2 + 2 = 4. Todos estos conocimientos son muy diversos entre sí, pero tienen en común que todos son conocimiento de una proposición.

#### Conocimiento práctico
El conocimiento práctico, también llamado conocimiento operacional o procedimental, es el conocimiento que se tiene cuando se poseen las destrezas necesarias para llevar a cabo una acción. Se lo asocia a la expresión "saber cómo" (know how). Por ejemplo, decimos que sabemos cómo ir en bicicleta, cómo redactar una carta comercial o cómo amamantar un niño.
Es frecuente la suposición de que la mayor parte de la teoría del conocimiento "clásica" —es decir, aquella anterior al siglo XX— se ocupa principalmente del conocimiento proposicional. Sin embargo, los problemas del conocimiento operacional gozan de una extensa historia en la filosofía occidental. En la gnoseología contemporánea, sin embargo, la mayoría de los esfuerzos se centran en el conocimiento proposicional (enunciado que afirma o niega algo).

#### Conocimiento directo
El conocimiento directo, u objetivo (de objeto), es el conocimiento que se puede tener de las entidades. En español, el conocimiento directo se asocia a la expresión "conocer". Por ejemplo, decimos que conocemos a Juan Pérez, que conocemos tal canción, que conocemos París. 
Bertrand Russell trazó una distinción influyente entre conocimiento por familiaridad (en inglés, knowledge by acquaintance) y conocimiento por descripción. El primer tipo de conocimiento es el conocimiento de un objeto al que se tiene acceso directo, como puede ser una percepción o un dolor. El segundo es en cambio el conocimiento de un objeto al que no se tiene acceso directo, al que llegamos solo mediante una descripción definida que refiere unívocamente al objeto siendo conocido. Por ejemplo, nuestro conocimiento del agua es un caso de conocimiento por familiaridad, mientras que nuestro conocimiento del centro del Sol es un caso de conocimiento por descripción.

### Vías de acceso al conocimiento
Un debate importante y recurrente en la gnoseología es aquel entre el racionalismo y el empirismo. El racionalismo es la doctrina que sostiene que parte de nuestro conocimiento proviene de una «intuición racional» de algún tipo, o de deducciones a partir de estas intuiciones. El empirismo defiende, en cambio, que todo conocimiento proviene de la experiencia sensorial. Este contraste está asociado a la distinción entre conocimiento a priori y conocimiento a posteriori, cuya exposición más famosa se encuentra en la introducción a la Crítica de la razón pura, de Immanuel Kant.
Existen dos formas de adquirir el conocimiento:
- Sentidos: Es la información que se adquiere por contacto, visión, olfato, audición, gusto o cualquier otro sentido como la propiocepción. Una variante elaborada de esta forma es la transmisión de información entre personas, por ejemplo, comunicar lo que hizo una persona cuando estaba sola.
- Razón: Elabora la información e infiere una conclusión. Por ejemplo: si se ponen todas las piezas de un juego de ajedrez en una bolsa oscura y se van retirando una por una, cuando quede una sola pieza se podrá saber cuál es esta pieza sin necesidad de sacarla.

### Problema de Gettier
El problema de Gettier es un problema en gnoseología moderna que surge al presentar contraejemplos a la definición clásica de conocimiento como «creencia verdadera justificada» y que obligan a modificar la definición.
Desde al menos el Teeteto de Platón, la gnoseología contaba con una definición generalmente satisfactoria del conocimiento proposicional: si S es un sujeto y p una proposición, entonces S sabe que p si y solo si:
- S cree que p
- p es verdadera
- S está justificado en creer que p

Por ejemplo, Newton sabe  que de alguna manera  tiene una manzana si y solo si:
- Newton cree que tiene una manzana
- Es verdad que tiene una manzana
- Newton está justificado en creer que tiene una manzana

Sin embargo, en 1963, Edmund Gettier publicó un artículo de tres páginas titulado ¿Es el conocimiento creencia verdadera justificada? en el que argumentó que la definición clásica no es suficiente. Gettier mostró que hay casos en los que una creencia verdadera justificada puede fallar en ser conocimiento. Es decir, hay casos en los que los tres requisitos se cumplen, y sin embargo intuitivamente nos parece que no hay conocimiento. Retomando el ejemplo anterior, podría ser que Newton crea que tiene una manzana y esté justificado en ello (por ejemplo, porque parece una manzana), pero que sin embargo la manzana sea de cera. En ese caso, según la definición clásica, Newton no posee conocimiento, porque falta que sea verdad que tiene una manzana. Pero supongamos también que dentro de la manzana de cera hay otra manzana, más pequeña, pero real. Entonces Newton cumple con los tres requisitos: Newton cree que tiene una manzana; Newton está justificado en su creencia; y de hecho tiene una manzana. Sin embargo, intuitivamente nos parece que Newton no posee conocimiento, sino que solamente tuvo suerte (lo que se llama suerte epistémica).

## Adquisición del conocimiento

### Justificación
Uno de los problemas centrales de la teoría del conocimiento es el problema de la justificación, la determinación de en qué circunstancias una creencia —es decir, un determinado juicio o proposición a la que asentimos— puede llamarse realmente conocimiento. El planteamiento clásico de esta cuestión se encuentra en un diálogo platónico, el Teeteto, donde Sócrates defiende que el término "conocimiento" debe restringirse a las creencias verdaderas y justificadas, al mismo tiempo que rechaza que la sensación pura y simple pueda ser identificada con el conocimiento. De acuerdo a esta definición, no basta con afirmar algo verdadero para considerar que eso constituye conocimiento; las razones por las cuales se afirma deben ser fundadas y suficientes. Cuando no se dispone de una justificación semejante, se habla de fe, opinión o convicción, pero no de conocimiento en sentido estricto. 
Por su parte, la exigencia de que solo puede considerarse que es conocimiento un conjunto de proposiciones estrictamente verdaderas (demostrables), ha sido cuestionado. En su Lógica de la investigación científica, Karl Popper propuso el falibilismo, según el cual incluso la mejor clase de ciencia empírica es falible. Una posición semejante puede rastrearse ya en René Descartes. 
Si partiendo de la llamada "definición platónica" se acepta el punto de vista falibilista, se llega a la idea de que el concepto que designa la característica central del conocimiento (y la ciencia), es el de la (adecuada) justificación o prueba. 

#### Justificacióna prioriya posteriori
Las locuciones latinas a priori (‘previo a’) y a posteriori (‘posterior a’) se utilizan para distinguir entre dos tipos de conocimiento: el conocimiento a priori es aquel que, en algún sentido importante, es independiente de la experiencia; mientras que el conocimiento a posteriori es aquel que, en algún sentido importante, depende de la experiencia.
Por ejemplo, el conocimiento de que «no todos los cisnes son blancos» es un caso de conocimiento a posteriori, pues se requirió de la observación de cisnes negros para afirmar lo establecido. Los juicios a posteriori se verifican recurriendo a la experiencia, son juicios empíricos, se refieren a hechos. Tienen una validez particular y contingente. Ejemplos: «los alumnos de filosofía son aplicados» o «los ancianos son tranquilos».
En cambio, el conocimiento de que «ningún soltero es casado» no requiere de ninguna investigación para ser establecido como verdadero, por lo que es un caso de conocimiento a priori. Parece razonable afirmar que todo el mundo sabe que eso es cierto. Incluso diríamos que es obvio. ¿De dónde proviene la justificación para ese conocimiento? Está claro que no viene de haber preguntado a cada soltero si es casado. Más bien, parece que basta con comprender el significado de los términos involucrados, para convencerse de que la proposición es verdadera. Esta proposición es un ejemplo de lo que se llama una proposición analítica, es decir una proposición cuya verdad descansa sobre el significado de los términos involucrados, y no sobre cómo sea el mundo. Otros ejemplos de proposiciones analíticas podrían ser: «todas las nubes son nubes», «si llueve, entonces llueve» y «esta manzana es roja o no lo es». Al parecer, cuando se trata de proposiciones analíticas, nuestra justificación para creer en ellas es a priori. Esto no quiere decir, por supuesto, que nuestro conocimiento de su verdad sea completamente independiente de la experiencia, pues el significado de cada término se aprende empíricamente. Pero una vez entendidos los términos, la justificación de la verdad de las proposiciones no parece depender de la experiencia (es decir, de cómo sea el mundo). Existen otros candidatos a conocimiento a priori, cuya justificación a priori no estriba en que la proposición sea analítica. Por ejemplo, la famosa frase de Descartes, pienso, luego existo, pretende mostrar que para que alguien sepa que existe, no necesita recurrir a la experiencia, sino que basta con pensar acerca de ello para convencerse. Otro candidato importante es el conocimiento de Dios. Los argumentos ontológicos pretenden mostrar, sin recurrir a la experiencia, que Dios existe.
Tradicionalmente, el conocimiento a priori se asocia con el conocimiento de lo universal y necesario, mientras que el conocimiento a posteriori se asocia con lo particular y contingente. Como la experiencia sensorial en la que generalmente se basan las justificaciones de las proposiciones a posteriori no siempre es confiable, estas proposiciones se pueden rechazar sin caer en contradicciones. Sin embargo, a partir del trabajo El nombrar y la necesidad de Saul Kripke, actualmente se debate la posibilidad del conocimiento contingente a priori y el conocimiento necesario a posteriori.

#### Problema de la inducción
A partir de la definición de Platón del conocimiento como «creencia verdadera y justificada», disponer de una justificación adecuada para la inducción es requisito indispensable para que tales «creencias» constituyan conocimiento válido o legítimo.
La RAE define «inducir» en su sentido filosófico, como «extraer, a partir de determinadas observaciones o experiencias particulares, el principio general que en ellas está implícito». Esas «extracciones» son de dos tipos:
- Generalizaciones acerca de las propiedades de «clases de objetos», efectuadas a partir de una cierta cantidad de observaciones de casos individuales. Por ejemplo: la inferencia que las esmeraldas son verdes a partir de la observación de algunas (quizás muchas) esmeraldas individuales.
- Presunción de que eventos en el futuro continuarán presentando la misma forma o que las mismas causas ocasionarán los mismos efectos observados en el pasado (ver causalidad). Lo que implica, por ejemplo, la creencia en que las leyes científicas serán válidas en el futuro. John Stuart Mill llamó a esta asunción el principio de la uniformidad de la naturaleza.[18]

Dado que ambas son utilizadas, ya sea explícita o implícitamente, en forma generalizada para proponer hipótesis —ya sea formales o no— a partir de observaciones empíricas, su cuestionamiento pone en duda una gran parte, si es que no la totalidad, del conocimiento humano. El problema adquiere especial relevancia en el ámbito científico, dado que generalmente se pensaba que las asunciones necesarias para formular leyes científicas requieren tanto generalizaciones como expectativas de que eventos en el futuro continuarán exhibiendo los mismos comportamientos que en el pasado. Esto se expresa generalmente como el principio de simetría o principio de invariancia (véase también principio de Curie y teorema de Noether).
Consecuentemente Alfred North Whitehead describió la inducción como «el rompecabezas (the despair) de la filosofía» y el filósofo C. D. Broad sugirió: «La inducción es la gloria de la ciencia, y el escándalo de la filosofía».

#### Problema de la deducción
El problema de la justificación de la deducción es el problema de la filosofía de la lógica acerca de cómo justificar los métodos deductivos propios de las ciencias formales, suponiendo que necesitan ser justificados. Este problema presenta un desafío a varios tipos de justificación a priori y constituye un desafío para los proponentes de dicha justificación.
Suponga que la proposición «la vida extraterrestre existe o no existe» está justificada a priori. No se necesita recorrer el universo para saber que esa proposición es verdadera. Sin embargo, según las técnicas estándar de la lógica contemporánea, si se quiere demostrar la verdad de esa proposición, se debe demostrar que bajo cualquier interpretación de las partes de la proposición, la proposición completa resulta verdadera. Pero este proceso de demostración supone, necesariamente, la validez de al menos una regla de inferencia, generalmente el modus ponens. Pero para demostrar la validez del modus ponens, es necesario recurrir al modus ponens, o a reglas de inferencia cuya validez se demuestra por medio del modus ponens. Luego, parece imposible dar una justificación última de la verdad de la proposición.
En 1895, Lewis Carroll publicó un breve ensayo titulado Lo que la tortuga le dijo a Aquiles, donde por medio de un diálogo entre estos dos personajes, expone un problema de justificación de la deducción. Carroll observa que para aceptar la verdad de una conclusión basada en un argumento deductivo, es necesario aceptar tanto la verdad de las premisas como la validez del argumento. Sin embargo, la validez del argumento puede ser considerada una premisa adicional, que debe por lo tanto sumarse a las premisas que ya se tenía. Pero esto genera un nuevo argumento, distinto al anterior, con n + 1 premisas, y si se quiere aceptar la conclusión original con base en este nuevo argumento, entonces debe aceptarse que el nuevo argumento con n + 1 premisas es válido. Pero aceptar esto, otra vez, es introducir una nueva premisa, que genera un argumento con n + 2 premisas, distinto al anterior. Y así ad infinitum.
En un artículo de 1976, Susan Haack revela varios paralelismos entre el problema de la justificación de la deducción y el problema de la inducción. Según Haack, tanto la inducción como la deducción se pueden justificar deductivamente o inductivamente. En el caso de la inducción, una justificación deductiva resultaría demasiado fuerte, porque mostraría que siempre que las premisas sean verdaderas, la conclusión también lo será, y una justificación inductiva resultaría circular. Análogamente, en el caso de la deducción, una justificación inductiva resultaría demasiado débil, porque mostraría que casi siempre que las premisas sean verdaderas, la conclusión también lo será, mientras que una justificación deductiva resultaría circular.

### Teorías del conocimiento
Ante la posibilidad del conocimiento existen distintas aproximaciones:
- El realismo es una doctrina filosófica según la cual el conocimiento humano está regido por el ser de las cosas. La verdad de una proposición depende de que tal proposición concuerde con el estado de las cosas. Esta doctrina ha sido defendida por Aristóteles, Tomás de Aquino y muchos otros autores modernos y contemporáneos.
- El dogmatismo es una doctrina filosófica según la cual podemos adquirir conocimientos universales, y tener plena certeza de ello. Puede haber también un dogmatismo de la experiencia, como el que se dio entre estoicos, cínicos y epicúreos, que niegan la validez de afirmaciones universales pero afirman la certeza completa de la experiencia sensible. A este dogmatismo empirista se opusieron fuertemente dos académicos, Arcesilao y Carnéades, y el más famoso escéptico, Sexto Empírico.
- El escepticismo es una teoría filosófica opuesta al dogmatismo la cual duda de que sea posible un conocimiento firme y seguro, en algunos ámbitos del saber (un escepticismo más moderado) o en todos (un escepticismo radical). Esta postura fue defendida por Pirrón.
- El criticismo es una doctrina filosófica intermedia entre el dogmatismo y el escepticismo, admite la existencia de la verdad absoluta, y la posibilidad de acercarnos a ella mediante la crítica: es decir, la eliminación de hipótesis falsas, otorgándonos verdades provisionales. Cualquier verdad provisional sigue estando sometida a la falsabilidad, de tal forma, que jamás exista la certeza de que una verdad provisional sea verdad absoluta. Tal doctrina fue defendida por Immanuel Kant.
- El relativismo es una corriente de pensamiento filosófica, defendida por los sofistas, que niega la existencia de una verdad absoluta y defiende la idea de que cada individuo posee su propia verdad, la cual depende del espacio y el tiempo. Un prototipo de sofista, al menos como lo presenta Platón, sería Protágoras de Abdera.
- El perspectivismo es una doctrina filosófica que defiende la existencia de una verdad absoluta pero piensa que ninguno de nosotros podemos llegar a ella sino que llegamos a una pequeña parte. Cada ser humano tiene una vista de la verdad. Dicha actitud fue defendida por José Ortega y Gasset.
- El racionalismo de René Descartes proponía que los seres humanos nacían con ideas, tales como la idea de Dios, y que el conocimiento proviene del razonamiento.
- El empirismo fue desarrollado por los filósofos ingleses John Locke, George Berkeley y David Hume, los cuales, basándose y siguiendo las enseñanzas de Aristóteles, sostienen que todo conocimiento proviene de la experiencia, y que el hombre es al nacer una tabula rasa, es decir, como una tabla lisa, sin ninguna idea preconcebida y en la cual las experiencias van dejando su marca, al contrario de lo que sostenía Descartes.
- El idealismo desarrollado en 1781 por el filósofo alemán Immanuel Kant; publica la Crítica de la razón pura, una obra muy influyente en la que critica tanto al racionalismo como al empirismo y propone una alternativa superadora: el idealismo trascendental. Con ello propuso un "giro copernicano" en la filosofía moderna, donde el sujeto ya no es pasivo frente al mundo, sino que pasa a ser un sujeto activo que "construye" el objeto de su conocimiento. De este modo, Kant propone que el mundo nouménico permanece incognoscible para el sujeto, que solo puede conocer el mundo fenoménico, mediado por las intuiciones puras del espacio y el tiempo, las categorías del intelecto y las ideas regulativas de la razón. A partir de entonces, la gnoseología ha intentado volver a recuperar el conocimiento del mundo. La obra de Kant dio inicio al idealismo alemán, escuela que tuvo a sus mayores exponentes, además del propio Immanuel Kant, en Johann Gottlieb Fichte, Friedrich Wilhelm Joseph von Schelling y Georg Wilhelm Friedrich Hegel.
- El constructivismo es una doctrina filosófica según la cual el sujeto "construye" estructuras que representan la realidad dentro de sí mismo, a partir de su interacción con los objetos, de tal manera que no es solo la experiencia pura lo que crea el conocimiento, sino la transformación de las estructuras por el sujeto (ver Estructuralismo). Jean Piaget desarrolló su teoría del constructivismo genético, con la cual busca dilucidar la "génesis" de las estructuras en el individuo, a partir de la observación de niños desde su nacimiento hasta la adolescencia. Los principios de esta construcción de estructuras son la asimilación y la acomodación, conceptos que Piaget tomó de la biología.
- El materialismo dialéctico es una postura filosófica, desarrollada por Karl Marx y Friedrich Engels, que retoma el pensamiento dialéctico de Hegel, pero "dándole vuelta". Según estos autores, existe una realidad material independiente de los sujetos, pero que solo es comprendida por la actividad de los hombres. Es decir, que la realidad solo es realidad porque es mediada por la práctica de los hombres concretos. La idea de que el hombre construye la realidad, no obstruye que el hombre pueda conocer la realidad tal cual es, sino todo lo contrario, solo así puede conocer tanto la realidad humana creada como la naturaleza.
- El objetivismo randiano es el sistema filosófico desarrollado por la filósofa y novelista Ayn Rand. Sostiene que existe una realidad independiente de la mente humana, que los individuos están en contacto con esta a través de la percepción de los sentidos, que adquieren conocimiento procesando los datos perceptivos utilizando la razón (o la "identificación no-contradictoria"). Esta teoría parte de los principios de la lógica y metafísica aristotélicas.

#### Fenomenología
Dentro de la gnoseología, una parte importante, que algunos consideran incluso una rama independiente de la filosofía, es la fenomenología. La fenomenología es el estudio de los fenómenos, es decir de la experiencia de aquello que se nos aparece en la conciencia. Más precisamente, la fenomenología estudia la estructura de los distintos tipos de experiencia, tales como la percepción, el pensamiento, el recuerdo, la imaginación, el deseo, etc. Algunos de los conceptos centrales de esta disciplina son la intencionalidad, la conciencia y los qualia, conceptos que también son estudiados por la filosofía de la mente.

## Límites del conocimiento

### Trilema de Münchhausen
El trilema de Münchhausen o trilema de Agripa es un ataque a la posibilidad de lograr una justificación última para cualquier proposición, incluso en las ciencias formales como la matemática y la lógica. 
Un trilema es un problema que admite solo tres soluciones, todas las cuales parecen inaceptables. El argumento discurre así: cualquiera que sea la manera en que se justifique una proposición, si lo que se quiere es certeza absoluta, siempre será necesario justificar los medios de la justificación, y luego los medios de esa nueva justificación, etc. Esta simple observación conduce sin escape a una de las siguientes tres alternativas (los tres cuernos del trilema):
- Una regresión infinita de justificaciones: A se justifica por B, B se justifica por C, C se justifica por D, etc. La necesidad de remontarse cada vez más en la búsqueda de fundamentos es un proceso sin fin, irrealizable, que no provee ningún fundamento seguro.
- Un corte arbitrario en el razonamiento: A se justifica por B, B se justifica por C, y C no se justifica. Esta última proposición se puede presentar como de sentido común o como un principio fundamental (postulado o axioma), pero en cualquier caso representaría una suspensión arbitraria del principio de razón suficiente recurriendo a un dogma.
- Una justificación circular: A se justifica por B, B se justifica por C, y C se justifica por A. En el proceso de justificación se recurre a enunciados que ya antes se habían mostrado como enunciados que requieren justificación y, por lo tanto, sin llegar nunca a una justificación segura por ser lógicamente defectuosa.

## Historia

### Edad Antigua
La investigación sistemática del conocimiento comienza en la Antigua Grecia, especialmente con el diálogo platónico Teeteto, aunque también en la República (VI). Aristóteles dedica parte de su trabajo titulado De Anima a explicar el conocimiento "empírico", el que se obtiene a través de los sentidos, y en la Metafísica dedica el libro IV (especialmente el capítulo 4 y ss.) a discutir cuestiones como la prueba de los primeros principios y el relativismo. En los Segundos analíticos (o Analíticos posteriores) presenta lo que puede considerarse como su epistemología. Para estos dos autores, solo podía haber conocimiento que llegue a ser ciencia de lo inmutable: para Platón las Ideas, y para Aristóteles las sustancias (también las sustancias separadas). En el período helenístico el pirrónico Sexto Empírico ofrece la expresión más completa y sistemática del escepticismo antiguo.

### Edad Media
En el mundo cristiano antiguo y en la Edad Media se elaboraron diversas doctrinas sobre el conocimiento humano. San Agustín pensó en la necesidad de una iluminación divina que garantizase la verdad de nuestras afirmación. Santo Tomás de Aquino, por su parte, recoge ideas de Aristóteles y elabora una completa teoría del conocimiento, que critica el ultrarrealismo (por ejemplo de Guillermo de Champeaux), el representacionismo y el nominalismo -o verbalismo- (de Roscelino).

### Renacimiento
Con el Renacimiento comenzó un período de intenso desarrollo de la gnoseología, que marcará toda la modernidad. La invención de nuevos instrumentos de observación, como el telescopio, ayudaron al desprendimiento de los cánones (principalmente Aristóteles y la Biblia) a la hora de fundamentar el conocimiento.

### Edad Moderna
En el siglo XVII, el inglés Francis Bacon escribe Advancement of knowledge y Novum organum, donde reclama el apoyo de la monarquía para impulsar el conocimiento de tipo empírico. La tradición empirista encontraría a sus principales defensores en John Locke, David Hume y George Berkeley. Locke se ocupó de estas cuestiones en su obra Ensayo sobre el entendimiento humano; Berkeley sigue parcialmente a Locke en su Tratado sobre los principios del conocimiento humano, de 1710; y Hume, hizo lo propio en la primera parte de su Tratado de la naturaleza humana y en su Investigación sobre el entendimiento humano.
Por otro lado, el francés René Descartes publica en 1637 el Discurso del método y en 1641 las Meditaciones metafísicas, obras en gran parte dedicadas a plantear y resolver los problemas fundamentales de la teoría del conocimiento. Descartes introduce la duda metódica como método racional para obtener conocimiento seguro, y dio inicio a la tradición racionalista, que será continuada por Spinoza y Leibniz, entre otros.
Ya en el siglo XVIII, en 1781, el alemán Immanuel Kant publica la Crítica de la Razón Pura, una obra muy influyente en la que critica tanto al racionalismo como al empirismo y propone una alternativa superadora: el idealismo trascendental. Con ello propuso un «giro copernicano» en la filosofía moderna, donde el sujeto ya no es pasivo frente al mundo, sino que pasa a ser un sujeto activo que «construye» el objeto de su conocimiento. De este modo, Kant propone que el mundo nouménico permanece incognoscible para el sujeto, que solo puede conocer el mundo fenoménico, mediado por las intuiciones puras del espacio y el tiempo, las categorías del intelecto y las ideas regulativas de la razón. A partir de entonces, la gnoseología ha intentado volver a recuperar el conocimiento del mundo. La obra de Kant dio inicio al idealismo alemán, escuela que tuvo a sus mayores exponentes en Johann Gottlieb Fichte, Friedrich Schelling y Georg Wilhelm Friedrich Hegel.

### Edad Contemporánea
A principios del siglo XX, Husserl propuso un retorno "a las cosas mismas", expresión con la que quedó fundada la fenomenología, que sería continuada, de distintos modos, por Heidegger, Sartre y Merleau-Ponty, entre otros.
En la filosofía analítica, por el contrario, a mediados del siglo XX se inició a partir de un breve artículo de Edmund Gettier una tradición de análisis del conocimiento en términos de atribuciones de conocimiento, retomando las tres características que señalara Platón para todo conocimiento: que sea una creencia, que sea verdadera y que esté justificada. A partir de este análisis estándar han surgido a principios del siglo XXI diversas teorías sobre las atribuciones de conocimiento como el invariantismo, el invariantismo sensible, el contextualismo y el relativismo.
En 1963, Frederic Fitch publica un trabajo en lógica epistémica en el que demuestra que dados ciertos supuestos básicos, "si toda verdad se pudiera conocer, entonces toda verdad sería conocida". Pero como no toda verdad es conocida, se sigue que no es posible conocer todas las verdades. Esta paradoja se conoce hoy como la paradoja de la concupiscibilidad de Fitch (Fitch's Paradox of Knowability).
Paralelamente, desde mediados del siglo XIX, quizá empezando con las reflexiones metodológicas del astrónomo británico William Whewell, como a lo largo del siglo XX, se dedicaron muchos esfuerzos filosóficos al estudio del conocimiento científico, dando lugar a la filosofía de la ciencia. Este tipo de estudios pronto se ven complementados con otros sobre la historia de la ciencia, y más tarde, la sociología de la ciencia.